# Liste der Stolpersteine in Ridderkerk

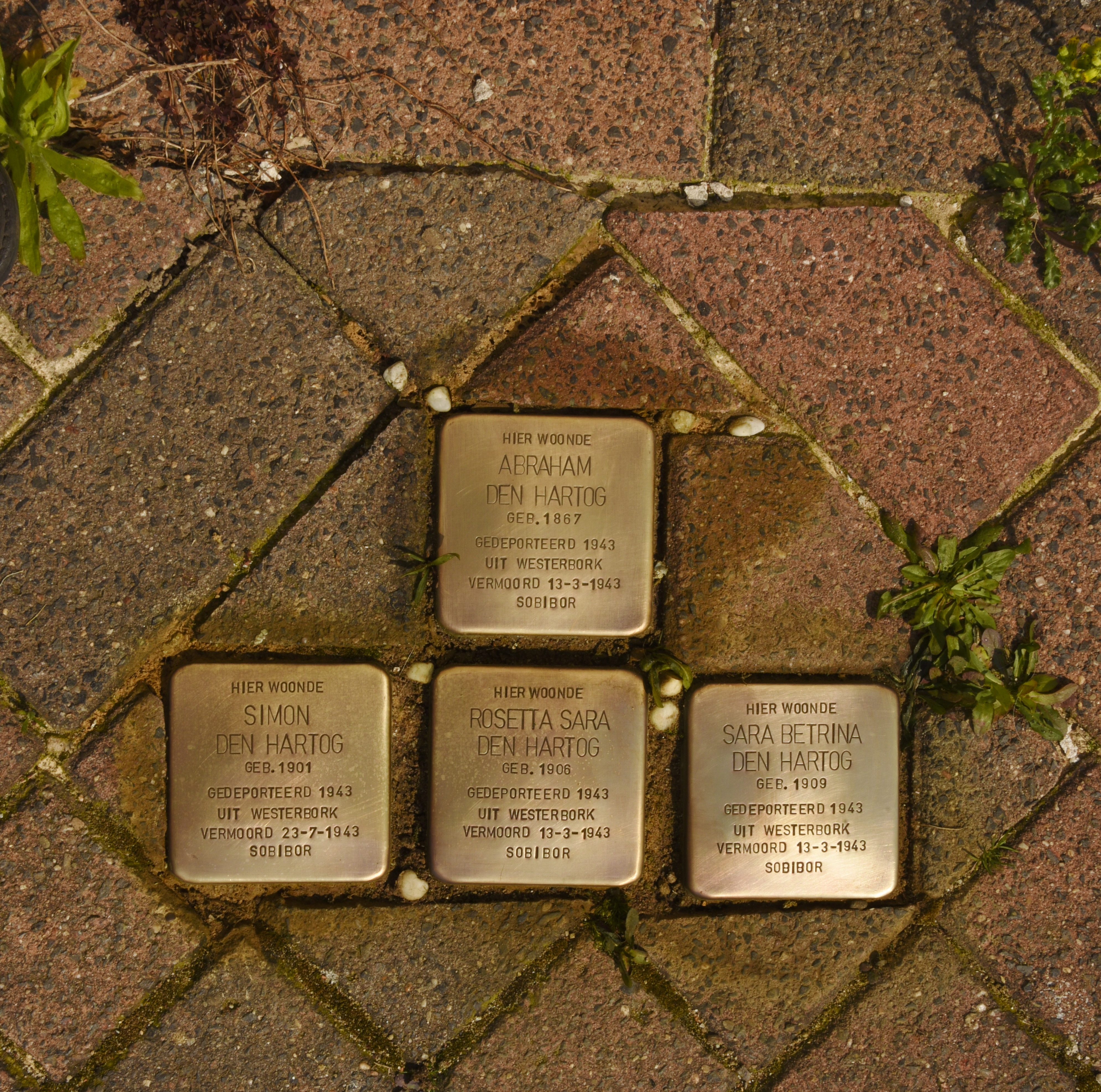
Stolpersteine in Ridderkerk

Die Liste der Stolpersteine in Ridderkerk umfasst die Stolpersteine, die vom deutschen Künstler Gunter Demnig in der Gemeinde Ridderkerk, gelegen in der niederländischen Provinz Zuid-Holland, verlegt wurden. Stolpersteine sind Opfern des Nationalsozialismus gewidmet, all jenen, die vom NS-Regime drangsaliert, deportiert, ermordet, in die Emigration oder in den Suizid getrieben wurden. Demnig verlegt für jedes Opfer einen eigenen Stein, im Regelfall vor dem letzten selbst gewählten Wohnsitz.

## Verlegte Stolpersteine
In Ridderkerk wurden bisher acht Stolpersteine an einer Adresse verlegt.
| Stolperstein | Übersetzung                                                                                                  | Verlegort              | Name, Leben                           |
| ------------ | --- | ---------------------- | ------------------------------------- |
|              | HIER WOHNTE HENRI FRANK GEB. 1903 DEPORTIERT 1943 AUS WESTERBORK ERMORDET 30-4-1943 AUSCHWITZ                | Damstraat 25 Oostendam | Henri Frank (1903–1943)               |
|              | HIER WOHNTE STIJNTJE FRANK-DEN HARTOG GEB. 1903 DEPORTIERT 1943 AUS WESTERBORK ERMORDET 19-2-1943 AUSCHWITZ  | Damstraat 25 Oostendam | Stijntje Frank-den Hartog (1903–1943) |
|              | HIER WOHNTE ABRAHAM DEN HARTOG GEB. 1867 DEPORTIERT 1943 AUS WESTERBORK ERMORDET 13.3.1943 SOBIBOR           | Damstraat 25 Oostendam | Abraham den Hartog (1867–1943)        |
|              | HIER WOHNTE BETRINA REGINE DEN HARTOG GEB. 1915 DEPORTIERT 1944 AUS WESTERBORK ERMORDET 31-12-1944 AUSCHWITZ | Damstraat 25 Oostendam | Betrina Regine den Hartog (1915–1944) |
|              | HIER WOHNTE ELISABETH DEN HARTOG GEB. 1897 DEPORTIERT 1944 AUS WESTERBORK ERMORDET 6-3-1944 AUSCHWITZ        | Damstraat 25 Oostendam | Elisabeth den Hartog (1897–1944)      |
|              | HIER WOHNTE ROSETTA SARA DEN HARTOG GEB. 1906 DEPORTIERT 1943 AUS WESTERBORK ERMORDET 13.3.1943 SOBIBOR      | Damstraat 25 Oostendam | Rosetta Sara den Hartog (1906–1943)   |
|              | HIER WOHNTE SARA BETRINA DEN HARTOG GEB. 1909 DEPORTIERT 1943 AUS WESTERBORK ERMORDET 13.3.1943 SOBIBOR      | Damstraat 25 Oostendam | Sara Betrina den Hartog (1909–1943)   |
|              | HIER WOHNTE SIMON DEN HARTOG GEB. 1901 DEPORTIERT 1943 AUS WESTERBORK ERMORDET 23.7.1943 SOBIBOR             | Damstraat 25 Oostendam | Simon den Hartog (1901–1943)          |

## Verlegedatum
Die Stolpersteine wurden vom Künstler Gunter Demnig persönlich am 22. Februar 2016 verlegt.